# Saison 11 de Secret Story
Vous pouvez aider à l'améliorer ou bien discuter des problèmes sur sa page de discussion.
- Il peut contenir un travail inédit ou des déclarations non vérifiées. Vous pouvez l’améliorer en ajoutant des références. (Marqué depuis avril 2024)

Vous pouvez aider à l'améliorer ou bien discuter des problèmes sur sa page de discussion.
- Certaines de ses couleurs nuisent à son accessibilité et ne respectent pas la charte graphique. Les couleurs ne sont pas interdites, mais il est conseillé d'en faire un usage modéré qui respecte les normes d'accessibilité. (Marqué depuis août 2024)
- Son texte doit être wikifié : il ne correspond pas à la mise en forme Wikipédia (style, typographie, liens internes, liens entre les wikis, etc.). (Marqué depuis août 2024)
- Son ton est trop promotionnel ou publicitaire, voire hagiographique. Le texte doit adopter un ton neutre et encyclopédique. (Marqué depuis juin 2025)
- Il n’est pas rédigé dans un style encyclopédique. (Marqué depuis mai 2025)

La onzième saison de Secret Story est une émission française de téléréalité présentée par Christophe Beaugrand. La saison a débuté le 1er septembre 2017 sur TF1 à 23 h 30 puis du 4 septembre 2017 au 7 décembre 2017 (quotidienne) dès 18 h 30 sur NT1. La finale a été diffusée le 7 décembre 2017.
Cette saison a été remportée par Noré (116 866 €).

## Nouveautés

### Débrief
Adrien Lemaître, Leila (gagnante de la saison 8), Julien (gagnant de la saison 10), Terry et d'autres nouveaux chroniqueurs accompagnent Christophe Beaugrand dans le « Debrief » cette année.
Le vendredi 8 décembre 2017, un Débrief de la Finale a été diffusée à partir de 18 h 0 sur NT1.

## Maison
- Si vous ne connaissez pas le sujet, laissez ce bandeau (vous pouvez alors contacter les auteurs).
- Si vous supprimez le contenu mis en cause (vous pouvez préalablement contacter les auteurs),

argumentez précisément cette suppression dans la page de discussion
(un manque de référence n'est pas un argument ; une recherche réelle de référence doit avoir été effectuée, être formellement documentée).
Pour la onzième saison de Secret Story, la Maison des secrets se transforme en Campus des secrets. Pour l'occasion, la décoration intérieure a été modifiée pour évoquer les campus universitaires américains.

## Candidats
- Si vous ne connaissez pas le sujet, laissez ce bandeau (vous pouvez alors contacter les auteurs).
- Si vous supprimez le contenu mis en cause (vous pouvez préalablement contacter les auteurs),

argumentez précisément cette suppression dans la page de discussion
(un manque de référence n'est pas un argument ; une recherche réelle de référence doit avoir été effectuée, être formellement documentée).
| 1  | Noré      | Marseille    | 1er septembre 2017 | 7 décembre 2017    |
| 2  | Laura     | Cannes       | 1er septembre 2017 | 7 décembre 2017    |
| 3  | Barbara   | Paris        | 1er septembre 2017 | 7 décembre 2017    |
| 4  | Charlène  | Tours        | 1er septembre 2017 | 7 décembre 2017    |
| 5  | Alain     | Valence      | 1er septembre 2017 | 30 novembre 2017   |
| 6  | Kamila    | Marseille    | 1er septembre 2017 | 29 novembre 2017   |
| 7  | Benoît    | Tours        | 1er septembre 2017 | 23 novembre 2017   |
| 8  | Shirley   | Franconville | 12 octobre 2017    | 17 novembre 2017   |
| 9  | Jordan    | Vieux-Condé  | 1er septembre 2017 | 9 novembre 2017    |
| 10 | Benjamin  | Bordeaux     | 12 octobre 2017    | 1er novembre 2017  |
| 11 | Cassandre | Cannes       | 12 octobre 2017    | 26 octobre 2017    |
| 12 | Bryan     | Los Angeles  | 1er septembre 2017 | 19 octobre 2017    |
| 13 | Tanya     | Paris        | 1er septembre 2017 | 5 octobre 2017     |
| 14 | Makao     | Tours        | 1er septembre 2017 | 28 septembre 2017  |
| 15 | Julie     | Paris        | 1er septembre 2017 | 21 septembre 2017  |
| 16 | Charles   | Paris        | 1er septembre 2017 | 14 septembre 2017  |
| 17 | Lydia     | Toulouse     | 1er septembre 2017 | 7 septembre 2017   |
| 18 | Nony      | Nice         | 1er septembre 2017 | 1er septembre 2017 |
| 19 | Ylies     | Marseille    | 1er septembre 2017 | 1er septembre 2017 |
| 20 | Marie     | Nice         | 1er septembre 2017 | 1er septembre 2017 |

Légende
|  |  | Gagnant                |
|  |  | Deuxième               |
|  |  | Finaliste              |
|  |  | Éliminé(e)             |
|  |  | N'a pas intégré le jeu |

## Invités
- Si vous ne connaissez pas le sujet, laissez ce bandeau (vous pouvez alors contacter les auteurs).
- Si vous supprimez le contenu mis en cause (vous pouvez préalablement contacter les auteurs),

argumentez précisément cette suppression dans la page de discussion
(un manque de référence n'est pas un argument ; une recherche réelle de référence doit avoir été effectuée, être formellement documentée).
| Candidat | Statut/Saison | Période                             |
| -------- | ------------- | ----------------------------------- |
| Marie    | 11            | 1er novembre 2017 - 9 novembre 2017 |
| Sarah    | 10            | 16 novembre 2017 - 23 novembre 2017 |
| Vivian   | 8             | 16 novembre 2017 - 23 novembre 2017 |

## Secrets
| Secret                                                                              | Candidat          | Découvreur                        | Jour de découverte                                                    |
| ----------------------------------------------------------------------------------- | ----------------- | --------------------------------- | --------------------------------------------------------------------- |
| J'ai lié mon destin à Bryan                                                         | Barbara           | Alain (moitié)                    | 30 novembre 2017 (moitié) Révélé par elle-même lors de la demi-finale |
| Je suis une star de la télévision à l’étranger                                      | Alain             | Kamila (moitié)                   | Révélé par lui-même lors de la Demi-Finale                            |
| Ma meilleure amie s'est sacrifiée pour me laisser entrer dans la Maison des secrets | Laura (Marie)     | Noré                              | 16 novembre 2017 (moitié) 28 novembre 2017                            |
| J'ai sauvé une famille de la noyade,[source insuffisante]                           | Jordan            | Éliminé avant sa découverte       | 9 novembre 2017                                                       |
| Ma vie a failli basculer pendant une fête foraine                                   | Shirley           | Noré                              | 8 novembre 2017                                                       |
| Nous sommes en couple                                                               | Charlène & Benoît | Barbara                           | 6 novembre 2017                                                       |
| J'ai participé 2 fois aux Jeux Olympiques                                           | Benjamin          | Éliminé avant sa découverte       | 1er novembre 2017                                                     |
| J'ai échappé à une catastrophe naturelle                                            | Cassandre         | Éliminé avant sa découverte       | 26 octobre 2017                                                       |
| Je suis multimillionnaire                                                           | Bryan             | Révélé par lui-même et sanctionné | 12 octobre 2017                                                       |
| Nous sommes mariés                                                                  | Noré & Kamila     | Laura                             | 5 octobre 2017                                                        |
| Je pose pour les plus grands magazines de mode à travers le monde                   | Tanya             | Éliminé avant sa découverte       | 5 octobre 2017                                                        |
| J'ai été garde du corps pour le Président de la République                          | Makao             | Éliminé avant sa découverte       | 28 septembre 2017                                                     |
| J'ai été élevé(e) parmi les animaux sauvages                                        | Julie             | Éliminé avant sa découverte       | 21 septembre 2017                                                     |
| J'ai protégé les plus grandes stars hollywoodiennes                                 | Charles           | Éliminé avant sa découverte       | 14 septembre 2017                                                     |
| Je suis l'espionne des internautes                                                  | Lydia             | Éliminé avant sa découverte       | 7 septembre 2017                                                      |
| Je suis champion(ne) d'Europe d'arts martiaux                                       | Ylies             | Éliminé avant sa découverte       | 1er septembre 2017                                                    |
| J'ai été no 1 du Top 50 pendant plusieurs semaines                                  | Nony              | Éliminé avant sa découverte       | 1er septembre 2017                                                    |

## Nominations et départs

### Tableau
- Si vous ne connaissez pas le sujet, laissez ce bandeau (vous pouvez alors contacter les auteurs).
- Si vous supprimez le contenu mis en cause (vous pouvez préalablement contacter les auteurs),

argumentez précisément cette suppression dans la page de discussion
(un manque de référence n'est pas un argument ; une recherche réelle de référence doit avoir été effectuée, être formellement documentée).
| Semaine    | Nomination                                                                                                 | Départ                         |
| ---------- | --- | ------------------------------ |
| Lancement  | Qui des meilleures amies sacrifiera sa place ?, Laura, Marie                                               | Marie                          |
| Lancement  | Avec qui Tanya souhaite-t-elle être en faux couple ?, Alain, Nony, Yliès                                   | Nony, Yliès                    |
| Semaine 1  | Makao, Kamila, Alain, Bryan, Laura, Barbara, Charlène, Noré, Tanya, Benoît, Lydia                          | Lydia                          |
| Semaine 2  | Alain (53,3 %), Charles (46,7 %)                                                                           | Charles                        |
| Semaine 3  | Tanya (50,9 %), Julie (49,1 %)                                                                             | Julie                          |
| Semaine 4  | Alain (55,9 %), Makao (44,1 %)                                                                             | Makao                          |
| Semaine 5  | Noré (53,1 %), Laura (35,8 %), Tanya (11,1 %)                                                              | Tanya                          |
| Semaine 6  | Qui doit intégrer la Tour de contrôle ? Benoît (9,3 %), Barbara (19,7 %), Noré (25,4 %), Charlène (45,6 %) | NC                             |
| Semaine 7  | Barbara (33,64 %), Kamila (32,81 %), Jordan (17.29 %), Bryan (16,26 %)                                     | Bryan                          |
| Semaine 8  | Barbara (45,5 %), Kamila (43,1 %), Cassandre (11,4 %)                                                      | Cassandre                      |
| Semaine 9  | Benoît (28,4 %), Jordan (28,1 %), Shirley (24 %), Benjamin (19,5 %)                                        | Benjamin                       |
| Semaine 10 | Shirley (70,5 %), Noré (19,4 %), Jordan (10,1 %)                                                           | Jordan                         |
| Semaine 11 | Barbara (68,4 %), Shirley (31,6 %)                                                                         | Shirley                        |
| Semaine 12 | Barbara (64 %), Charlène (22 %), Benoît (14 %)                                                             | Benoît                         |
| Semaine 13 | Charlène (52 %), Kamila (48 %)                                                                             | Kamila                         |
| Semaine 13 | Charlène (28 %), Laura (26 %), Barbara (24 %), Alain (22 %)                                                | Alain                          |
| Semaine 14 | Noré (41,6 %), Laura (35,8 %), Barbara (12,5 %), Charlène (10,1 %)                                         | Noré, Laura, Barbara, Charlène |

### Prime de lancement
- Si vous ne connaissez pas le sujet, laissez ce bandeau (vous pouvez alors contacter les auteurs).
- Si vous supprimez le contenu mis en cause (vous pouvez préalablement contacter les auteurs),

argumentez précisément cette suppression dans la page de discussion
(un manque de référence n'est pas un argument ; une recherche réelle de référence doit avoir été effectuée, être formellement documentée).
L'émission de lancement de la saison 11 de Secret Story est diffusée sur TF1 le 1er septembre 2017 à 23 h 20.
On découvre tout au long de la soirée les nouveaux candidats, les secrets et les missions en jeu cette année. La Voix débute la soirée en présentant la nouvelle Maison des secrets, rebaptisée cette année Campus des Secrets. Les pièces emblématiques telles que la supérette et la bibliothèque font leur retour.
Ensuite arrivent les deux premiers habitants qui intégreront le campus : Tanya (68 ans, habite Paris et se surnomme "la Panthère") et Bryan (20 ans, habite Los Angeles). Deux premiers secrets sont révélés par la Voix : "J'ai été garde du corps pour le président de la République" et "J'ai été élevé parmi les animaux sauvages". Julie (20 ans, habite Paris, autoproclamée "La Bobo parisienne") et Charles (28 ans, habite Paris, se considère comme le mâle alpha) font leur entrée quelques minutes plus tard, mais avant cela, ils ont rendez-vous dans la pièce secrète. La Voix leur présente une nouvelle pièce : la Tour de contrôle, munie d'écran montrant les images prises par les caméras sur le campus. Pour y accéder, il faut passer par de petites portes cachées un peu partout dans la maison. Charles est le premier à devoir y pénétrer, à l'insu des autres habitants, mais avec l'aide de Julie pour détourner l'attention des autres habitants. Le secret suivant, révélé par la Voix, est "J'ai sauvé une famille de la noyade". Les portraits de Kamila (23 ans, habite Marseille) et Noré (28 ans, habite Marseille) sont présentés : leur secret est "Nous sommes mariés" (depuis 3 ans). La Voix les invite à rejoindre "la Salle de l'Infini". Sur le même lancée, Charlène et Benoît (23 et 26 ans, habitent Tours) entrent sur le Campus des Secrets avec pour (vrai) secret commun "Nous sommes en couple". Cependant, la Voix en a décidé autrement : elle propose aux deux couples d'en former un troisième afin de protéger au mieux leur secret original. La voix décide que ce sera Kamila et Benoît qui formeront le faux couple en devenir, puisque Charlène et Noré devront jouer les entremetteurs.
Viennent ensuite deux nouveaux candidats : Barbara (27 ans, habite Paris) et Makao (26 ans, habite Tours). Secrets suivants : "J'ai été no 1 au Top 50 pendant plusieurs semaines" ; "Je suis multimillionaire" ; "J'ai protégé les plus grandes stars hollywoodiennes" ; "Je pose pour les plus grands magazines de mode à travers le monde". Portraits de Marie et Laura : 27 et 28 ans, travaillent en boîte de nuit, habitent Dubaï et sont amies. Elles sont supposées entrer ensemble sur le Campus des Secrets, mais la Voix en a décidé autrement : leur secret sera "Ma meilleure amie s'est sacrifiée pour me laisser entrer dans la Maison des Secrets". Elles devront donc prendre une décision pour savoir laquelle intégrera l'aventure ; c'est Marie qui se sacrifie et Laura qui intègre le campus. La voix donne une mission à Tanya : elle doit faire croire qu'elle est tombée amoureuse de l'un des candidats. Pour choisir, la Voix lui montre des images des candidats en aveugle (autrement dit, sans montrer leur visage). Elle choisit parmi l'un des trois candidats, mais seul lui saura qu'il est son choix. Les deux autres n’intégreront pas l'aventure : il s'agit d'Alain, Nony et Ylies, mais seul Alain intègre le Campus. Plus tard dans la soirée, les deux éliminés révèlent leur secret : "J'ai été no 1 du Top 50 pendant plusieurs semaines" (Nony) et "Je suis champion(ne) d'Europe d'arts martiaux" (Ylies).
Les portraits de Lydia (28 ans, étudiante en Marketing, habite Toulouse) et Jordan (28 ans, habite Valenciennes , "ambianceur") sont présentés avant de les intégrer dans la maison. La voix envoie le signal attendu par Julie et Charles afin que ce dernier entre par la trappe menant à la Tour de contrôle et qu'elle détourne l'attention des candidats. Annonce surprise de la Voix : le casting de Secret Story 11 reprend à partir de cette semaine pour intégrer un(e) nouveau/nouvelle candidat(e) qui sera au courant de tous les secrets de la maison et aura pour mission de contrôler le jeu. Lydia se voit confier la charge d'être la candidate connectée aux réseaux sociaux avec comme secret "Je suis l'espionne des internautes". Elle devra filmer le Campus des secrets en caméra cachée (caméra qui elle-même a été cachée sur le campus et que Lydia devra trouver). Deux nouveaux secrets sont révélés par la Voix : "Je suis une star de la télévision à l'étranger" et "Je suis champion(ne) d'Europe d'arts martiaux" (révélé par Ylies). La Voix décide de changer la donne pour Barbara, en liant son aventure avec un autre habitant. Son secret devient dès lors : "J'ai lié mon destin à un autre habitant". Elle choisira cet(te) habitant(e) lors de la quotidienne du 4 septembre.
Le jeu commence pour les habitants, qui sont désormais presque au complet. Leur mission de la semaine sera de découvrir le code d'accès à la maison des voisins. S'ils y arrivent, ce seront les "Voisins" qui seront nommés cette semaine, sinon se seront les habitants. Parmi les Voisins, on retrouve : personne. Il n'y a en fait personne encore dans cette maison voisine, ce qui est révélé à Jordan au confessionnal. De plus, il devra aider Charles et Julie dans leur mission "Tour de contrôle", devant tous les trois, les Voisins. S'ils réussissent leur mission, ils pourront nommer les habitants de leur choix.
La soirée se conclut sur cette ultime mission.

### Semaine 1
- Si vous ne connaissez pas le sujet, laissez ce bandeau (vous pouvez alors contacter les auteurs).
- Si vous supprimez le contenu mis en cause (vous pouvez préalablement contacter les auteurs),

argumentez précisément cette suppression dans la page de discussion
(un manque de référence n'est pas un argument ; une recherche réelle de référence doit avoir été effectuée, être formellement documentée).
Thème de la semaine : Ouverture du Campus des secrets
Pendant la semaine, les habitants sont confrontés à des épreuves afin de gagner des indices pour découvrir le code menant à la maison des Voisins. Le code a été établi par Charles, qui doit avec ses deux comparses (Julie et Jordan) tout faire pour faire échouer les habitants dans les épreuves afin de pouvoir nommer les candidats de leur choix en fin de semaine. Dans le cas contraire, ce seront ces trois là qui seront nommés. Tout au long de la semaine, ils doivent remporter des indices lors des épreuves proposées par la Voix, à concurrence d'une épreuve par jour et donc d'une tentative d'accès par jour. De plus, Julie, Charles et Jordan sont les trois comparses qui décident des candidats relevant les épreuves. Pour cela, ils sont appelés à tour de rôle à se rendre à la Tour de Contrôle en passant par les portes secrètes (chambre du bas, chambre du haut, jardin et salon).
- Première épreuve : déguster des plats variés tels qu'une petite cervelle, un morceau de maroilles, un cafard grillé. Ils réussissent à gagner 2 indices, mais ne trouvent pas le code de la porte d'accès. D'un autre côté, Barbara a finalement choisi le candidat avec qui elle liera son destin : Bryan[n 20].
- Deuxième épreuve : Tanya, Julie et Kamila doivent plonger leur tête dans un bol rempli de liquides différents afin de trouver une carte Secret Story pour bénéficier d'un indice. Ils récupèrent 2 indices, mais échouent à trouver le code[n 21].
- Troisième épreuve : Charlène, Benoît, Alain et Charles sont désignés pour relever l'épreuve qui consiste à lécher des parois afin d'enlever la couche de nourriture appliquée et découvrir la carte Secret Story pour gagner un indice. Ils récupèrent 2 indices, mais ne trouvent pas le code[n 22].
- Quatrième épreuve : Barbara doit se rendre au Passage des Mystère afin de trouver 6 jetons qui leur donneront un indice capital pour le code. Elle échoue, ils ne peuvent donc pas ouvrir la porte aujourd'hui.
- Cinquième épreuve : lors du prime, ils ont une dernière tentative pour éviter la nomination. Ils doivent boire 3 verres de 2 litres de milk-shake concoctés par la Voix (l'un avec des fruits, un second avec des larves, des flageolets et de la pomme) ; ils doivent se relayer pendant 3 minutes pour finir le plus de verre. Les habitants gagnent un indice important, mais ne trouvent pas le code. Ils sont donc tous nommés cette semaine.

La soirée des habitants du 6 septembre
Kamila et Benoît gagnent 1 000 € pour le meilleur couple de la soirée. Lors du débrief, on apprend les modalités de nominations des habitants pour le prime du jeudi 7 septembre : dans l'optique où ce sont les Voisins qui choisissent les candidats-nommés, ils ne sauront pas qu'ils sont nommés, le doute planera pendant toute la soirée jusqu'au moment où Christophe Beaugrand annoncera le candidat éliminé ; dans l'optique où ce sont les Voisins, ce sera la même chose sauf que seuls ces 3 candidats sauront qu'ils sont nommés, mais pas les autres habitants .

#### Prime du 7 septembre
Les candidats disposent d'une dernière et ultime tentative pour ouvrir la porte menant à la Maison des voisins. S'ils parviennent à décoder la combinaison de la porte, les voisins seront nommés. Dans le cas contraire, tous les Habitants seront nommés. Ce que les Habitants ignorent encore, c'est que les voisins sont parmi eux, et que Charles, Jordan et Julie se sont joués d'eux. Après que la dernière tentative d'ouverture de la porte a échoué, les Habitants découvrent que la Maison des voisins est vide. Ils auront toute la semaine pour découvrir qui sont les voisins infiltrés parmi eux. Là encore, s'ils réussissent, les voisins seront nommés. Dans le cas contraire, ils seront tous nommés.

Toutefois, un événement imprévu va venir chambouler les relations entre les Habitants et leurs voisins : alors que la connexion avec le Campus est supposée être terminée, Christophe Beaugrand évoque la mission de Charles, Jordan et Julie. Les Habitants, stupéfaits, découvrent l'identité de leurs voisins grâce à ce problème technique. La mission « découverte des intrus » est donc annulée.
La Voix convoque Laura, Alain, Lydia et Jordan dans la Salle de l'infini ; ils se retrouvent chacun face à une boite dans laquelle se trouve un objet particulier pour eux. S'ils renoncent au contenu de la boîte, un indice sur le secret des Voisins sera dévoilé : Alain et Jordan ne renoncent pas au contenu de leur boite, donc deux indices seront dévoilés.
Makao révèle son secret au public : « J'ai été le garde du corps pour le Président de la République ».
C'est Lydia qui quitte l'aventure à la fin de cette première semaine.

### Semaine 2
- Si vous ne connaissez pas le sujet, laissez ce bandeau (vous pouvez alors contacter les auteurs).
- Si vous supprimez le contenu mis en cause (vous pouvez préalablement contacter les auteurs),

argumentez précisément cette suppression dans la page de discussion
(un manque de référence n'est pas un argument ; une recherche réelle de référence doit avoir été effectuée, être formellement documentée).
Pendant le prime du 7 septembre (prime 2), un problème de son intervient et Christophe Beaugrand qui était à l'antenne en train d’expliquer au public le but des candidats pour cette semaine, fait accidentellement tomber le masque des 3 Voisins. Malencontreusement, tout le monde entend qui sont les 3 Voisins, de ce fait, il n'y a plus de chasse aux infiltrés et le jeu reprend son cours normal. La Voix précise tout de même que ce n'est pas leur secret individuel à chacun, mais seulement une mission.
Pendant le weekend du 10 au 11 septembre, les candidats sont amenés à jouer avec la Voix pour gagner des indices. Deux groupes se forment : un groupe de trois personnes avec Alain, Bryan et Tanya ; et un autre groupe regroupant les 10 autres candidats. C'est le groupe de 3 qui gagne et ils choisissent de découvrir 3 indices sur le secret de Julie : un pot de fleur (une fougère d'après Tanya), un foulard au motif panthère et un cube avec la lettre "J". Bryan décide de buzzer Julie le secret "J'ai été dans le coma pendant plusieurs années". Il confirme son buzz et perd 5 000€.
La Voix propose aux habitants une nouvelle mission en équipe afin de découvrir le secret de l'un des candidats : ils choisissent de mettre Charles, Makao et Noré dans le groupe de trois. Ce sera lors d'un battle de "sexy ménage" qu'ils se départageront. Le groupe de 10 gagne et désigne Kamila pour aller chercher les indices sur les 3 candidats. Les indices sont : un œil bleu, un bouclier (pour faire référence à Makao, le garde du corps) et un papier (pour symboliser le contrat de mariage entre Noré et Kamila).
La Voix organise un quiz de culture générale (histoire, géographie, biologie, physique et chimie) à la fin duquel, les gagnants pourront choisir de découvrir un indice sur trois habitants de leur choix. Les candidats sont séparés en deux groupes selon leurs désirs. Les gagnants de l'équipe de Tanya choisissent d'avoir un indice sur Kamila, Noré et Laura. Les indices sont : un pot de miel (référence à la lune de miel de Kamila et Noré), une manette Secret Story (référence au sacrifice de la meilleure amie de Laura pour la faire intégrer l'aventure) et une dame de cœur (référence à Noré qui a trouvé en Kamila sa « dame de cœur »).
Le 12 septembre, les filles sont passées tour à tour au confessionnal afin de nommer les 2 garçons de leurs choix.
| Candidats   | Barbara     | Charlène      | Julie        | Kamila        | Laura         | Tanya       |
| ----------- | ----------- | ------------- | ------------ | ------------- | ------------- | ----------- |
| Nominations | Jordan Noré | Alain Charles | Alain Benoît | Alain Charles | Alain Charles | Bryan Makao |

#### Prime du 14 septembre
Charles est confronté à la meilleure amie de Julie, qui lui dit qu'elle n'est pas convaincue de la sincérité de Charles vis-à-vis de leur relation. On revient sur la « fausse » relation entre Tanya et Alain. La Voix donne la mission à Tanya de quitter Alain dans les jours qui suivent, dans la mesure où Alain est sauvé par le public (puisqu'il est nommé). On revient sur la relation Charlène - Benoît : la Voix montre des images à Charlène où l'on voit Benoît se rapprocher de Barbara toute la semaine.
Kamila est invitée à aller rejoindre sa sœur Marjana, et celle de Noré, Nawel, dans le sas. Laura se voit proposer un défi par la Voix : elle a une semaine pour buzzer le secret d'un habitant de la maison. Cependant, un autre habitant (Makao) se verra confier la même mission et devra découvrir le secret de Laura. Si elle échoue, un indice capital sur son secret sera révélé.
Julie est appelée dans le sas pour rencontrer Naya, une ex-copine de Charles.
Jordan révèle son secret au public : « J'ai sauvé une famille de la noyade ».
A l'issue du prime du 14 septembre, c'est Charles qui quitte l'aventure avec 46,7 % des voix

### Semaine 3
- Si vous ne connaissez pas le sujet, laissez ce bandeau (vous pouvez alors contacter les auteurs).
- Si vous supprimez le contenu mis en cause (vous pouvez préalablement contacter les auteurs),

argumentez précisément cette suppression dans la page de discussion
(un manque de référence n'est pas un argument ; une recherche réelle de référence doit avoir été effectuée, être formellement documentée).
Jordan buzze le secret de Benoît et Kamila en semaine 2, mais ce n'est diffusé que le 18 septembre 2017 lors de la quotidienne. Son buzz est incorrect, il perd 5 000 €. Cette semaine, Tanya et Alain doivent simuler une fausse rupture. Lors d'un jeu organisé par la Voix, l'équipe de Laura gagne un indice sur un candidat de leur choix. Ils visent Julie et obtiennent une cassette audio révélant la chanson de Katy Perry, Roar. Kamila se rapproche de plus en plus du secret en pensant que Julie serait née dans la jungle. D'un autre côté, Laura gagne une indice sur le secret de Makao (puisqu'ils sont en rivalité l'un l'autre cette semaine).
Lors d'un jeu organisé par la Voix, les candidats sont séparés en deux équipes encore une fois : celle de Laura et celle de Makao. À l'aide d'écarteur pour la bouche, les candidats doivent faire deviner la chanson qu'ils chantent. L'équipe de Laura récupère cinq indices sur le secret de Julie. Bryan buzze le secret de Julie : « Je suis née dans la jungle » (ce qui est faux). Cette semaine c'est une nomination fille, elles passent donc une à une devant tous les candidats pour se défendre vis-à-vis des garçons qui devront effectuer leurs votes.
À l'issue de cette semaine, Tanya et Julie sont nommées.
Lors d'un nouveau jeu, l'équipe menée par Laura gagne face à celle de Makao : ils récupèrent un indice concernant le secret de ce dernier (une cassette audio sur laquelle ils entendent des applaudissements d'une foule, des clameurs, etc.). Sans le savoir, Noré détient le secret de Makao mais ne buzze pas.
Nouvelle épreuve pour les équipes de Laura et Makao : ils doivent gober le plus de flan au caramel pour remporter 1 point (l'équipe de Laura gagne) ; 2 garçons doivent faire le plus de pompes possibles avec une fille sur leur dos (l'équipe de Makao gagne) ; deux candidats doivent éclater le plus de ballons entre leur corps pour gagner (l'équipe de Makao gagne) ; et finalement, accrocher le plus de pince à linge sur le visage d'un autre candidat (l'équipe de Makao gagne). Résultat final, c'est un nouvel indice sur le secret de Laura qui est dévoilé : une cassette sur laquelle se trouve la chanson Goodbye My Lover de James Blunt en référence à sa meilleure amie qui s'est sacrifiée pour la laisser entrer, et Makao récupère un indice supplémentaire montrant deux mains qui se lient.
Le 19 septembre, les garçons passent, un à un, au confessionnal afin de nommer les 2 filles de leur choix.
| Candidats   | Alain       | Benoît      | Bryan       | Jordan      | Makao        | Noré        |
| ----------- | ----------- | ----------- | ----------- | ----------- | ------------ | ----------- |
| Nominations | Julie Laura | Julie Tanya | Julie Tanya | Julie Tanya | Kamila Tanya | Julie Tanya |

#### Prime du 21 septembre: le Jardin des sacrifices
Laura est la première à rejoindre le Jardin des sacrifices. La Voix lui annonce que la meilleure amie de Barbara se trouve dans le sas. Si elle accepte de révéler un indice sur son secret, Barbara pourra voir sa meilleure amie. Laura décide de détruire son secret, et d'empêcher Barbara de voir son amie.
Tanya et Alain révèlent leur mission aux autres Habitants : ils reçoivent chacun 5 000 €.
C'est au tour de Tanya de rejoindre le Jardin des sacrifices. La Voix lui propose de se racheter auprès de Barbara, en se mettant à son service pendant 48 heures. Si elle accepte, elle pourra détruire l'indice concernant son secret. Elle préfère sacrifier son indice – un appareil photo.
Benoît rejoint le Jardin à son tour ; la Voix lui propose de sacrifier son indice, mais en échange ce sera Charlène qui sera nommée d'office la semaine prochaine. Il choisit de révéler son indice et donc de sauver Charlène de la nomination.
La Voix propose une nouvelle mission à Alain : faire croire au reste des candidats que Laura est son ex. Ils seront accompagnés d'un comparse pour réaliser la mission. S'ils réussissent, ils remporteront 15 000 € à se partager.
Julie révèle son secret au public : J'ai été élevée parmi les animaux sauvages
Barbara s'installe dans le jardin à son tour. La Voix propose de détruire l'indice, mais en échange, Julie ne pourra pas voir le message que Charles à enregistrer pour elle. Barbara accepte de dévoiler son indice, et laisse Julie voir son message. Cependant, la Voix change les règles du jeu au dernier moment et décide que ce seront les autres candidats de voir le message de Charles. Ils ont donc le choix de lui révéler le message ou pas.
Un dernier duel dans le jardin oppose Laura à Makao. Ce soir, afin de découvrir un ultime indice de leur adversaire, Laura doit sacrifier la cagnotte de Noré, et Makao celle de Julie. Ils refusent tous les deux et détruisent les indices Viens ensuite leur buzz final : Laura propose "Je suis champion de moto" (ce qui n'est pas le secret de Makao) et Makao propose "Je suis en couple avec quelqu'un de la maison" (ce qui n'est pas son secret). Du coup, un indice sur les deux candidats seront dévoilés à l'ensemble des candidats.
À l'issue du prime du 21 septembre, c'est Julie qui quitte l'aventure avec 49,1 % des voix

### Semaine 4
- Si vous ne connaissez pas le sujet, laissez ce bandeau (vous pouvez alors contacter les auteurs).
- Si vous supprimez le contenu mis en cause (vous pouvez préalablement contacter les auteurs),

argumentez précisément cette suppression dans la page de discussion
(un manque de référence n'est pas un argument ; une recherche réelle de référence doit avoir été effectuée, être formellement documentée).
La mission d'Alain et Laura (se faire buzzer qu'ils sont ex) se passe à merveille puisque tous les habitants croient à leurs mensonges. Un indice sur le secret de Laura est révélé aux habitants puisqu'elle n'a pas réussi à découvrir le secret de Makao : c'est une cassette audio sur laquelle se trouve la chanson Ta meilleure amie de Lorie. Même chose pour Makao, avec la chanson Happy Birthday, Mr. President, interprétée par Marilyn Monroe, qui est diffusée sur une cassette.
Cette semaine c'est une nomination garçon.
Les habitants participent à « Mister Secret 2017 ». Le gagnant est Jordan.
À l'issue de cette quatrième semaine, Alain et Makao se retrouvent sur le banc des nommés.
Kamila buzze le faux secret d'Alain et Laura. Ces derniers ont par conséquent réussi leur mission et remportent 15 000 € à se partager (avec Bryan).
Le 26 septembre, les filles sont passées tour à tour au confessionnal afin de nommer les 2 garçons de leurs choix.
| Candidats   | Barbara     | Charlène    | Kamila      | Laura       | Tanya       |
| ----------- | ----------- | ----------- | ----------- | ----------- | ----------- |
| Nominations | Alain Makao | Alain Makao | Alain Makao | Benoît Noré | Bryan Makao |

#### Prime du 28 septembre: le Prime des vérités
Pour ce prime, la forêt des mystères est mise en place, avec en son sein le puits des vérités révélant des magnétos et des sondages faits auprès du public.
- Les premières à rejoindre le puits sont Kamila et Laura : elles visionnent un premier magnéto, et sont ensuite invitées par la Voix à remonter le saut du puits. Le destin de Benoît et Bryan sont entre leurs mains : elles doivent décider qui elles nomment la semaine prochaine, sinon elles sont nommées toutes les deux. Elles choisissent cette dernière option.
- Vient le tour de Barbara de regarder au fond du puits, la Voix lui donne pour mission de séduire Jordan et de lui faire croire qu'elle est tombée amoureuse de lui (sachant qu'ils se sont très rapprochés lors de cette semaine, mais qu'ils ont décidé de rester amis). Si elle réussit, elle immunisera Jordan contre une prochaine nomination
- Noré vient ensuite, le Voix propose de sauver Kamila ou Laura de la nomination. Il choisit de sauver Kamila et se voit nommé d'office face à Laura.
- Tanya est ensuite confrontée au puits : la Voix lui propose un dilemme entre garder une clochette (qui quand elle la sonnera, tous les habitants seront à son service pendant tout le weekend) et de diffuser un indice sur son secret ; si elle refuse, la clochette sera pour les habitants et Tanya sera à leur service. Elle garde la clochette[n 30].

Confrontation avec Kamila qui pense avoir trouvé le secret d'Alain et Laura ; elle perd 5 000 € de sa cagnotte.
- Bryan se rend au puits, la Voix aurait une révélation de la plus haute importance à lui faire. En effet, la Voix lui fait croire qu'il est flouté à l'image depuis le début de cette saison de Secret Story. La Voix lui propose d'abandonner l'aventure, et de sortir de l'anonymat immédiatement, ou bien de rester flou tout le long de l'aventure et de ne révéler son visage que s'il est en finale, sinon il restera anonyme à jamais. Il a quelques jours pour se décider. Bien entendu, ce n'est qu'un canular[n 30].

Petit jeu de la Voix : Makao doit porter un masque sur ses yeux et les autres habitants le guident jusqu'à la supérette. Makao a quelques secondes pour ramener des courses et revenir vers l'entrée avant que le rideau ne se ferme. Dans le cas où Makao reviendrait des nominations, il peut échanger son panier de provisions contre un indice de l'habitant de son choix. Il refuse et préfère consommer le panier.
A l'issue du prime du 28 septembre, c'est Makao qui quitte l'aventure avec 44,1 % des voix

### Semaine 5
- Si vous ne connaissez pas le sujet, laissez ce bandeau (vous pouvez alors contacter les auteurs).
- Si vous supprimez le contenu mis en cause (vous pouvez préalablement contacter les auteurs),

argumentez précisément cette suppression dans la page de discussion
(un manque de référence n'est pas un argument ; une recherche réelle de référence doit avoir été effectuée, être formellement documentée).
En début de semaine, on aura fait le bilan du prime : Laura et Noré sont nommés à la suite de leur décision sur le prime ; Barbara doit faire croire à Jordan qu'elle est tombée réellement amoureuse de lui, et ainsi le sauver de la nomination à son insu. Tanya détenant sa clochette depuis quelques heures seulement, ne ménage pas les candidats en faisant sonner celle-ci pour se faire servir. Cependant, chaque fois qu'un candidat refuse, il perd 500€ de sa cagnotte.
À la suite du prime, Tanya a accepté de divulguer un indice en échange de la clochette. L'indice est une paire de talon. La Voix fait une proposition à Tanya lors de sa visite au puits des Vérités : elle peut choisir entre garder la clochette et être nommée d'office pour cette semaine, ou avoir une immunité pour les prochaines nominations mais rendre la clochette. Elle choisit d'être nommée.
Ensuite Bryan doit s'y rendre : la Voix lui propose de récupérer une partie de son identité (sa voix) en divisant la cagnotte de tous les habitants par deux. Il refuse.
Les habitants élisent Miss Secret Story 2017. Deuxième dauphine : Laura ; première dauphine : Charlène ; la gagnante est Kamila. Elle gagne par la même un indice sur le secret de l'habitant de son choix ; elle choisit Laura. L'indice est une flèche qui se divise, comme pour dire que deux chemins se séparent.
Barbara décide d'abandonner sa mission séduction, et avoue tout à Jordan. Bryan, quant à lui, a décidé de choisir la célébrité et de quitter l'aventure (selon le choix de la Voix, mais tout cela n'est qu'un canular).
Laura buzze le secret de Kamila et Noré : "Nous sommes mariés" et confirme son buzz. Elle est la première à découvrir un secret cette saison ; elle gagne par la même la cagnotte de 23 000 € (cagnotte combinée de Kamila et Noré).

#### Prime du 5 octobre: le retour du Téléphone rouge
Le Téléphone rouge sonne : la Voix demande qui est le plus joueur en acceptant d'être nommé la semaine prochaine. Alain lève la main le premier et gagne en fait une immunité. Un nouvel appel, Jordan décroche le premier, il peut nommer la personne qu'il souhaite (à l'exception des nommés de la semaine) : il choisit de nommer Barbara.
Révélation du secret de Kamila et Noré, Laura remporte la totalité de leur cagnotte, soit 17.500€.
Benoit est appelé au téléphone rouge ; la Voix lui propose de nommer Kamila pour protéger son secret, il refuse. Un indice sera donc révélé sur son secret. Kamila et Noré peuvent se venger de Laura en recevant un buzz gratuit cette semaine. En échange ils doivent prendre 2.000€ de la cagnotte de Benoît (étant donné que la leur est totalement vide) ; ils acceptent.
Les candidats ont l'occasion de se venger de Tanya et de ce début de semaine affreux. Cependant, c'est l'anniversaire de Tanya ; pendant le primaire ; la Voix lui demande de donner 3 cadeaux aux habitants de son choix :
- cadeau argenté (un t-shirt avec la photo de Tanya, à porter pendant tout le reste du prime) pour Benoit.
- cadeau noir (l'intégralité de la cagnotte de Tanya si elle part à la suite de sa nomination) pour Kamila.
- cadeau doré (un indice sur le secret de la personne) pour Barbara.

La supercherie de Bryan continue, l'équipe de Christophe Beaugrand a complètement vidé le plateau du prime pour lui faire croire que personne ne s'intéresse à lui et personne n'est venu pour le prime de ce soir. Finalement, une fois arrivé sur le plateau vide, la Voix révèle la supercherie à Bryan. Il rejoindra l'aventure plus tard, mais en attendant, la Voix lui propose de vivre dans la tour de contrôle pendant un petit temps.
À l'issue du prime du 5 octobre, c'est Tanya qui quitte l'aventure avec 11,1 % des voix

### Semaine 6
- Si vous ne connaissez pas le sujet, laissez ce bandeau (vous pouvez alors contacter les auteurs).
- Si vous supprimez le contenu mis en cause (vous pouvez préalablement contacter les auteurs),

argumentez précisément cette suppression dans la page de discussion
(un manque de référence n'est pas un argument ; une recherche réelle de référence doit avoir été effectuée, être formellement documentée).
Thème de la semaine : La semaine des binômes
Cette semaine, Bryan est le maître de la Tour de Contrôle ; il peut faire sonner le téléphone rouge à tout moment. Le téléphone sonne pour Barbara : Tanya a tenu à lui adresser un dernier message ; elle tient à ce que Barbara fasse un discours sur son départ. De plus, lors du prime, Barbara a reçu un cadeau empoisonné de la part de Tanya : un indice sur son secret est révélé (une clé USB).
Les habitants sont en binôme cette semaine :
- Alain et Jordan
- Barbara et Benoît
- Charlène et Noré
- Laura et Kamila

Les binômes auront leur destin lié cette semaine : Jordan, étant lié à Alain, est lui aussi immunisé ; Benoît étant lié à Barbara, il est lui aussi nommé. Jordan a reçu la mission d'être le pire binôme possible. À la clé, il peut gagner 5.000€.
La Voix révèle aux habitants que Bryan n'est pas parti, mais se cache dans la Tour du Contrôle. Les nominations de la semaine sont mixtes et spéciales cette semaine puisque les habitants peuvent voter pour tout le monde, en plus de Barbara qui a été nommée par Jordan lors du Prime du 5 octobre, entrainant Benoît dans cette nomination. Cependant, personne ne quittera la maison, le candidat choisit par le public rejoindra la Tour de Contrôle.
Noré brise le lien qu'il avait avec Charlène. Leur sanction sera la nomination à vie jusqu'à la fin de l'aventure. Bryan rejoint la maison et les habitants lui avouent qu'ils se sont joués de lui lorsque sa présence leur a été révélée. Kamila accepte d'acheter un faux indice sur le secret de Benoît pour la somme de 1€ symbolique.

#### Prime du 12 octobre: l'arrivée des nouveaux étudiants
Ce prime marque l'arrivée de trois nouveaux candidats qui intègrerent l'aventure. Bien entendu, ils connaissent le secret des autres habitants, ils ne pourront donc pas les buzzer, ni divulguer des indices sur le secret de chacun. Par contre, les trois nouveaux peuvent se buzzer entre eux puisqu'ils ont eux aussi un secret. Les nouveaux sont : Benjamin, Cassandre et Shirley. Seule Cassandre intègre le Campus des secrets : les Habitants ignorent donc qu'il y a deux autres candidats dans la Maison des nouveaux.
Lors de la soirée, le Téléphone rouge sonne plusieurs fois, apportant une bonne ou une mauvaise nouvelle aux habitants :
- la Voix propose à Kamila de prendre la place de Charlène et Noré, en étant nommée chaque semaine jusqu'à la fin de son aventure. Sans hésiter, elle accepte la proposition[n 16].
- la Voix annonce à Barbara qu'elle est nommée d'office pour la semaine suivante si elle revient du sas, mais lui laisse la possibilité de nommer quelqu'un d'autre à sa place. Elle choisit de nommer Jordan[n 16].
- la Voix fait d'abord écouter à Charlène l'avis de plusieurs téléspectateurs sur son aventure, puis un indice sonore sur son secret : il s'agit d'un extrait de la chanson Je t'aime de Lara Fabian. Si Charlène accepte que Benoît et Barbara soient de nouveau liés pendant quarante-huit heures supplémentaires, cet indice sera détruit. Dans le cas contraire, l'indice sera communiqué à l'ensemble des Habitants. Charlène choisit de réunir le binôme Benoît/Barbara[n 16].

La Voix a prévu des cadeaux de la part de Cassandre (qui entre dans la maison) pour les habitants : deux enveloppes. Elle remet l'enveloppe noire à Barbara (qui se retrouve banqueroute) et l'enveloppe rose à Kamila, qui gagne 10 000 €.
Tanya vient rendre visite aux Habitants. Pendant un freeze, elle fait part à chacun des habitants de ses sentiments à leur égard.
Avec 45,6 % des votes, le public choisit d'envoyer Charlène dans la Tour de contrôle. Elle y fait la connaissance de Shirley et Benjamin, les deux nouveaux étudiants qui ne sont pas encore rentrés sur le Campus des secrets.

### Semaine 7
Thème de la Semaine : La Semaine des nouveaux
Bryan interroge Cassandre sur sa cote de popularité à l'extérieur du Campus. La nouvelle étudiante lui explique qu'il n'est pas vraiment aimé du public. Bryan s'énerve, et révèle de lourds indices sur son secret : « Les Français ne peuvent pas m'aimer en principe, parce que je suis américain et blindé. » Il répète cette phrase à plusieurs reprises, et la Voix décide de le sanctionner : sa cagnotte est remise à zéro, et il est nommé d'office, entraînant Barbara – qui a lié son destin à Bryan – dans sa chute.
Barbara, elle aussi, a vu sa cagnotte remise à zéro à cause du « cadeau » que lui a fait Cassandre. Les deux filles s'expliquent à ce sujet.
Laura et Cassandre s'allient pour protéger leurs secrets respectifs, ainsi que pour les nominations.
De son côté, cachée dans la maison des nouveaux avec Shirley et Benjamin, Charlène découvre les images de Benoît : émue par les larmes de son compagnon après son départ, elle est « dégoûtée » après que la Voix lui a montré des images du binôme Benoît/Barbara plutôt compromettantes pour le jeune homme. Cassandre, à l'occasion d'une courte visite dans la Maison des nouveaux, lui propose d'expliquer à Benoît ce que pense le public de son comportement. Puis Charlène reçoit une proposition de la Voix : elle va devoir choisir entre retirer 5 000 € de la cagnotte de Laura, ou de dévoiler un indice sur son secret. La jeune femme choisit l'indice, et le fait livrer dans un sac à main, pour se venger de la remarque de Laura faite quelques jours plus tôt : « Ça te fait quoi d'être le sac à main de Kamila ? »,.
Barbara gagne un indice sur le secret de Shirley : 3 ballons de couleurs différentes. Ceux-ci font penser au secret "Ma vie a failli basculer pendant une fête foraine". Ceci est encore à confirmer avec les futurs indices, mais le secret de Shirley est en danger.

#### Prime du 19 octobre
- Si vous ne connaissez pas le sujet, laissez ce bandeau (vous pouvez alors contacter les auteurs).
- Si vous supprimez le contenu mis en cause (vous pouvez préalablement contacter les auteurs),

argumentez précisément cette suppression dans la page de discussion
(un manque de référence n'est pas un argument ; une recherche réelle de référence doit avoir été effectuée, être formellement documentée).
Cette soirée s'annonce lourde de vérités. En effet, les candidats vont être soumis au « révélateur de vérités » afin de tester la sincérité de chacun des candidats.
Benjamin est le premier à voir les images de ce que pensent les habitants sur lui. À la fin de son entretien avec la Voix, il reçoit une « fausse carte immunité », qui est en fait une carte nomination, qu'il doit donner à un habitant. Il décide de la donner à Cassandre, qui est donc nommée pour la semaine suivante. À la suite de son entretien avec la Voix, Benoît voit des images de Charlène et est invité à la rejoindre dans le sas pour s'expliquer. Il se sait pas qu'elle n'est pas partie .
La chasse au secret étant au ralenti depuis quelque temps, la Voix relance la compétition en mettant en jeu un buzz gratuit. Ils doivent deviner, parmi les 12 secrets proposés sur un écran, le secret de Tanya. La Voix organise cette compétition afin que les autres habitants (sauf les nouveaux) essayent de trouver le secret de Laura. S'ils y arrivent avant la fin de la semaine, ils se partagent sa cagnotte à parts égales, sinon elle double sa cagnotte. Laura devine le secret de Tanya, elle gagne un buzz gratuit et un indice sur le secret d'Alain .
C'est à Alain de passer son entretien des Vérités ; à la fin de celui-ci, la Voix propose un dîner en tête-à-tête avec la candidate de son choix, pour cela, il remet une rose rouge à Shirley.
Avant l'entrée de Charlène, la Voix décide de se jouer des habitants : ils doivent voter chacun leur tour pour ou contre le retour de Charlène. Si un(e) seul(e) candidat(e) décide de voter contre, elle ne rentrera pas. En plus de cela, s'ils décident tous de son entrée, il n'y aura qu'un seul candidat nommé la semaine suivante ; sinon, deux candidats seront éliminés la semaine suivante. Tout ceci n'est qu’une supercherie puisque ce n'est qu'un faux vote ; Charlène rentrera de toutes façons. Cela lui permettra de se rendre compte de qui est son ami et son ennemi dans le Campus des Secrets. Charlène découvre qu'elle a trois ennemis dans la maison, puisque le résultat donne trois votes contre son retour. Les trois personnes ayant mis une boule noire se révèlent d'elles-mêmes, il s'agit de : Bryan, Cassandre et Laura .
Benjamin est invité au confessionnal pour une conversation avec Christophe Beaugrand afin de savoir qui il préfère entre Barbara et Laura ; il choisit Barbara (qui recevra son prix plus tard).
La Voix confie une mission à Noré et Kamila pour la semaine qui suit : semer la zizanie au sein du Campus. Il y a 5 000 € à gagner pour les deux candidats, et dans l'hypothèse où Kamila ne reviendrait pas, Noré empocherait l'argent.
A l'issue du prime du 19 octobre, c'est Bryan qui quitte l'aventure avec 16,26 % des voix

### Semaine 8
- Si vous ne connaissez pas le sujet, laissez ce bandeau (vous pouvez alors contacter les auteurs).
- Si vous supprimez le contenu mis en cause (vous pouvez préalablement contacter les auteurs),

argumentez précisément cette suppression dans la page de discussion
(un manque de référence n'est pas un argument ; une recherche réelle de référence doit avoir été effectuée, être formellement documentée).
Barbara ayant gagné sa mission de la semaine dernière, elle reçoit 2 999 € ; sa cagnotte est actuellement de 4999€, une petite mesquinerie de la Voix, puisqu'il lui faut encore 1€ pour pouvoir buzzer.
À la suite d'un blindtest opposant Laura aux habitants, elle gagne un indice sur le secret de Benoît. Elle dispose ensuite d'un buzz gratuit contre lui. Malheureusement, elle buzze "Nous sommes en couple" Benoit et Jordan, ce qui est faux.
Un jeu est organisé le mercredi 25 octobre opposant Laura (déguisée en sirène) et le reste des habitants (portant des masques aveugles, des palmes et portant un filet) afin de gagner un indice. Laura arrive a éviter le filet, elle gagne un indice sur l'habitant de son choix, elle choisit Benoît.
Le 24 octobre, les garçons passent, un à un, au confessionnal afin de la fille de leur choix au côté de Cassandre nommée d'office par Benjamin et Kamila nommée à vie.
| Candidats   | Alain   | Benjamin | Benoît  | Jordan  | Noré    |
| ----------- | ------- | -------- | ------- | ------- | ------- |
| Nominations | Shirley | Shirley  | Barbara | Barbara | Barbara |

#### Prime du 26 octobre
Lors du prime, les candidats devaient aller dans la salle blanche afin d'induire en erreur ou pas un autre candidat quant au choix qui leur était imposé (à savoir, choisir l'une ou l'autre boîte devant eux, ou de ne pas la choisir). Les principaux événements étaient les suivants :
- Barbara suit les conseils de Jordan et gagne un appel téléphonique avec sa famille
- Jordan n'écoute pas les conseils de Noré, il hérite de la nomination à vie de Kamila
- Alain suit les conseils de Laura

La Voix donne une mission à Alain et Benjamin : lorsque le son d'une cloche retentira, le premier à entarter sa bien-aimée (respectivement, Laura et Barbara) gagnera les clefs vers la chambre des attrape-rêves. Benjamin est le plus rapide.
Charlène se voit également offrir une mission cette semaine : elle doit se rendre avec Benoît sur un croix disposé dans la maison et lui faire un bisous sans se faire voir ; sinon un indice sur son secret sera révélé.
À l'issue du prime du 26 octobre, c'est Cassandre qui quitte l'aventure avec 11,4 % des voix

### Semaine 9
- Si vous ne connaissez pas le sujet, laissez ce bandeau (vous pouvez alors contacter les auteurs).
- Si vous supprimez le contenu mis en cause (vous pouvez préalablement contacter les auteurs),

argumentez précisément cette suppression dans la page de discussion
(un manque de référence n'est pas un argument ; une recherche réelle de référence doit avoir été effectuée, être formellement documentée).
Toute la semaine, Charlène et Benoît doivent s'embrasser pendant 10 secondes sur une croix disposée chaque jour à un endroit différent de la maison. S'ils n'y arrivent pas, un indice sur leur secret est révélé. Par contre, s'ils réussissent, un indice sur un autre habitant est révélé. Non sans peine et avec l'aide de Kamila et Noré, ils réussissent leur mission, bien que plusieurs indices sont révélés sur leur secret.
Cette semaine, pour décider des habitants qui rejoindront Jordan (nommé à vie) sur le banc des nommés, plusieurs jeux sont organisés lors des quotidiennes. Durant ces épreuves, les deux clamps s’affrontent dans le but d’obtenir un maximum de billes à placer dans une urne où une petite main effectuera un tirage au sort. Le nombre de billes déposées dans l’urne est proportionnel au résultat du candidat/du clan lors du jeu de la journée. Ainsi, Benjamin est nommé le 30 octobre, Shirley le 31 octobre et Benoit le 1 novembre, jour du prime exceptionnellement.

#### Prime du1ernovembre - Halloween
Lors du prime, les moments importants sont les suivants : 
- La Voix montre des images à Benoît, Charlène, Kamila et Noré sur ce que pense chaque couple l'un de l'autre.
- La Voix offre la possibilité aux couples (Benoît, Charlène, Kamila et Noré) de retirer la nomination à vie de Jordan. Pour cela, ils doivent tous les 4 aller dans le sas la semaine suivante, et leur décision doit être unanimes. Benoit et Charlène refusent de se mettre en danger, Jordan garde donc sa nomination à vie.
- Marie, la meilleure amie de Laura qui s'est sacrifiée pour la laisser intégrer le jeu entre dans la maison pour jouer une mission avec celle-ci pendant toute la semaine. Elles doivent faire croire qu'elles se haissent et que Marie est venue prendre la place de Laura dans la maison. La nouvelle habitante doit donner une pastille à chaque candidat : rouge si elles veut les mettre en danger, ou vert si elle ne les craint pas. Elle choisit de mettre en danger Charlène, Laura, Alain, Jordan et Noré.

A l'issue du prime du 1er novembre, c'est Benjamin qui quitte l'aventure avec 19,5 % des voix

### Semaine 10
- Si vous ne connaissez pas le sujet, laissez ce bandeau (vous pouvez alors contacter les auteurs).
- Si vous supprimez le contenu mis en cause (vous pouvez préalablement contacter les auteurs),

argumentez précisément cette suppression dans la page de discussion
(un manque de référence n'est pas un argument ; une recherche réelle de référence doit avoir été effectuée, être formellement documentée).
Alain et Barbara gagne tous les deux le sexy-ménage de la Voix. Ils gagnent un indice sur le secret de Charlène (une maison avec = 2). Barbara buzze et découvre le secret de Benoît et Charlène « Nous sommes en couple ».
La Voix donne une mission à Laura avec Marie sa meilleure amie : faire croire aux habitants que Marie prendra la place de Laura dans le jeu et donc l'affronter dans le sas en tant que nommées pour de faux. Finalement, Marie fait semblant de choisir Alain afin d'être prétendument nommée contre lui. La Voix leur demande de simuler plusieurs faux clash et à l'issue de l'un d'eux Laura est faussement exclue du jeu en raison de sa violence. Laura intègre la Tour de Contrôle et la Voix fait croire aux habitants que Marie a gagné sa place en tant que nouvelle candidate. Kamila trouve la moitié du secret d'Alain et Noré trouve le secret de Shirley.
Lors du prime du 9 novembre les candidats ont choisi de nommer en direct la fille et le garçon de leur choix qui rejoignent donc Jordan nommé a vie.
| Candidats   | Alain | Barbara | Benoît | Charlène | Jordan | Kamila | Noré  | Shirley |
| ----------- | ----- | ------- | ------ | -------- | ------ | ------ | ----- | ------- |
| Nominations | Noré  | Benoît  | Alain  | Alain    | Alain  | Alain  | Alain | Noré    |

| Candidats   | Alain    | Barbara | Benoît  | Charlène | Jordan  | Kamila  | Noré    | Shirley |
| ----------- | -------- | ------- | ------- | -------- | ------- | ------- | ------- | ------- |
| Nominations | Charlène | Shirley | Shirley | Shirley  | Shirley | Shirley | Shirley | Barbara |

Laura détenant la carte switch échange Alain à la place de Noré sur le banc des nommés.
A l'issue du prime du 9 novembre, c'est Jordan qui quitte l'aventure avec 10,1 % des voix face à Noré avec 19,4 % des voix et Shirley avec 70,5 % des voix.

### Semaine 11
- Si vous ne connaissez pas le sujet, laissez ce bandeau (vous pouvez alors contacter les auteurs).
- Si vous supprimez le contenu mis en cause (vous pouvez préalablement contacter les auteurs),

argumentez précisément cette suppression dans la page de discussion
(un manque de référence n'est pas un argument ; une recherche réelle de référence doit avoir été effectuée, être formellement documentée).
La guerre des clans
Durant toute la semaine les clans des Eagles (Noré, Kamila, Charlène et Benoit) et des Tigers (Alain, Laura, Barbara et Shirley) s'affrontent chaque jour dans des épreuves mettant en danger pour les nominations et la chasse aux secrets. Les cagnottes des clans sont également rassemblées. À la suite des différents jeux, Charlène et Shirley sont nommées, puis Charlène est remplacée par Barbara.
Alain et Noré étant immunisés, ils deviennent les chefs des équipes et sont donc intouchables pour les nominations
À l'issue du prime du 16 novembre, c'est Shirley qui quitte l'aventure avec 31,6 % des voix

### Semaine 12
- Si vous ne connaissez pas le sujet, laissez ce bandeau (vous pouvez alors contacter les auteurs).
- Si vous supprimez le contenu mis en cause (vous pouvez préalablement contacter les auteurs),

argumentez précisément cette suppression dans la page de discussion
(un manque de référence n'est pas un argument ; une recherche réelle de référence doit avoir été effectuée, être formellement documentée).
Malgré l'élimination de Shirley le jeudi 16 novembre, la Voix a donné une mission supercherie à Shirley et Barbara : Faire croire que l'éliminée de jeudi est en fait sauvé du public et vis versa. Shirley a la mission d'avoir pris confiance en elle à la suite de ses retours des sas et doit montrer à Barbara le vrai visages des autres habitants. Shirley reste donc 24H de plus dans le Campus des secrets qu'elle quitte le 17 novembre, et Barbara va donc en Tour de contrôle. Barbara remplace discrètement Shirley dans son lit pour faire la surprise aux habitants.
Un clash survient après le retour de Barbara après les propos qu'avait dit Benoît sur Barbara, disant qu’elle était la suiveuse de Laura.
Kamila et Sarah (SS10) ont eu une mission "Meilleurs ennemies". Sarah prend une des vestes de Noré, à la suite de la stratégie de Kamila, faisant suite à un « faux » clash entre les deux tourterelles sur les "actions" de Sarah.
À la suite du dilemme qu'a eu Barbara pendant le prime, dans lequel elle a décidé d'offrir à Alain et Laura un dîner romantique à deux (sécurisé), contre 3 indices sur son secret. Mais la Voix a décidé qu'Alain et Laura pouvaient inviter deux personnes à leur dîner. Ils ont décidé d'inviter Barbara et Benoît. Les deux ont accepté, ce qui a étonné le clan des Eagles et les anciens (Sarah & Vivian). La mission mariage, donnée à Alain & Laura avancent lors de ce dîner, avec la demande en mariage faite par Alain, et filmée par Barbara, qui a été retransmis aux habitants dans le campus.
Noré a buzzé Laura avec le bon secret. Mais Laura a réussi à retourner la situation en intégrant le choix du public dans l'intitulé. Noré découvre donc seulement la moitié du secret de Laura.
A l'issue du prime du 23 novembre, c'est Benoit qui quitte l'aventure avec 14 % des voix

### Semaine 13 - Demi-finale
- Si vous ne connaissez pas le sujet, laissez ce bandeau (vous pouvez alors contacter les auteurs).
- Si vous supprimez le contenu mis en cause (vous pouvez préalablement contacter les auteurs),

argumentez précisément cette suppression dans la page de discussion
(un manque de référence n'est pas un argument ; une recherche réelle de référence doit avoir été effectuée, être formellement documentée).
Cette semaine deux candidats ont été éliminés ce sont Kamila (le mercredi 29/11) et Alain (le jour du prime , le jeudi 30/11).
Le meilleur ami de Laura est venu la voir.
Ce jeudi, Charlène a eu l'heureuse surprise de voir sa mère débarquer dans la maison des secrets. Kamila, encore présente sur le campus, à elle pris le relais de Barbara en devenant à son tour la petite main de la Voix. Les candidats ont ensuite tout donné pour le (no) sexy ménage. Barbara et Alain en sont sortis vainqueurs, et Alain a pu découvrir un nouvel indice sur le secret de Barbara. Le compagnon de Laura n'a pas tardé à buzzer. "Je pense que Barbara est liée à Bryan et qu'elle est la protectrice de son secret", a-t-il estimé. Après la confrontation, Barbara a été obligée de l'avouer : "Tu as la moitié de mon secret". Enfin, Kamila a dû faire ses adieux à Noré. Le Marseillais n'a pas pu cacher sa tristesse. Invitée d'honneur du prime de Secret Story 11 ce jeudi, celle qui a été éliminée mercredi a pu se venger. Kamila a en effet obtenu le droit de donner un buzz gratuit à tous les habitants à l'exception d'un. Alain a finalement été choisi par la jeune femme. Tous ont donc buzzé chacun leurs tours et ont essayé de découvrir le secret d'Alain, aucun n'a trouver le secret. La chasse aux secrets a été définitivement terminée, Alain et Barbara ont révélé leur secret respectif.
Noré a décidé d'accorder un droit de visite au couple Charlène/Benoît. Éliminé depuis une semaine, Benoît a donc fait son retour dans l'aventure Secret Story 11 le temps du prime, pour le plus grand bonheur de Charlène.
Alain a finalement été éliminé ce jeudi 30 novembre aux portes de la finale avec 22 % des voix. On connaît donc nos finalistes de Secret Story 11. Il s'agit de Barbara, Laura, Charlène et Noré.

### Semaine 14 - Finale
- Si vous ne connaissez pas le sujet, laissez ce bandeau (vous pouvez alors contacter les auteurs).
- Si vous supprimez le contenu mis en cause (vous pouvez préalablement contacter les auteurs),

argumentez précisément cette suppression dans la page de discussion
(un manque de référence n'est pas un argument ; une recherche réelle de référence doit avoir été effectuée, être formellement documentée).
Vendredi , la voix a encore une fois décidé de faire un faux dilemme , elle a donné à Charlène une fausse carte élimination. Les habitants (y compris Charlène) ne savent pas qu'ils s'agit d'une supercherie. Cette fausse carte élimination permet d'éliminer un candidat. Ce candidat choisi par Charlène est finalement Noré qui est immédiatement réintégré après l'annonce de la révélation de la supercherie
Noré a fait une belle surprise à Charlène en mimant un tour de magie à la suite duquel son petit-ami Benoît est apparu dans sa chambre. La jeune femme s'est évidemment jeté à son cou. Eliminé il y a 1 semaine , Benoît sera de passage dans la maison des secrets le temps d'une journée, de quoi adoucir le chagrin de Charlène perdue sans son amoureux..
Benjamin aussi a tenu à faire sa visite dans la maison des secrets pour soutenir Barbara. Makao et Shirley sont également venus.
Kamila et Alain ont, à leur tour, rendu visite aux finalistes lors des quotidiennes.
Le 7 décembre le jour de la finale, le nom du gagnant a été annoncé.
Il s'agit de Noré le grand gagnant de Secret Story 11 avec un total de 41,6 %, suivi de Laura 2e avec 35,8 %
Annoncé 3eme Barbara avec 12,5 % et 1ere annoncé, en 4eme position Charlène avec 10,1 %.
Voici en détail les finalistes :
| Classement | Candidats | Nombres de nominations | Cagnottes | Pourcentages du public |
| ---------- | --------- | ---------------------- | --------- | ---------------------- |
| 1          | Noré      | 3                      | 116 366 € | 41,6 %                 |
| 2          | Laura     | 4                      | 1 214 €   | 35,8 %                 |
| 3          | Barbara   | 7                      | 2 214 €   | 12,5 %                 |
| 4          | Charlène  | 5                      | 10 643 €  | 10,1 %                 |

## Nomination par candidat
- Si vous ne connaissez pas le sujet, laissez ce bandeau (vous pouvez alors contacter les auteurs).
- Si vous supprimez le contenu mis en cause (vous pouvez préalablement contacter les auteurs),

argumentez précisément cette suppression dans la page de discussion
(un manque de référence n'est pas un argument ; une recherche réelle de référence doit avoir été effectuée, être formellement documentée).
|            | Semaine 1        | Semaine 1                                                                         | Semaine 2            | Semaine 3          | Semaine 4          | Semaine 5          | Semaine 6                    | Semaine 7                   | Semaine 8                | Semaine 9                      | Semaine 10          | Semaine 11           | Semaine 12              | Semaine 13         | Semaine 13                   | Semaine 14                  |
| Jour 1     | Jour 8           | Jour 91                                                                           | Semaine 2            | Semaine 3          | Semaine 4          | Semaine 5          | Semaine 6                    | Semaine 7                   | Semaine 8                | Semaine 9                      | Semaine 10          | Semaine 11           | Semaine 12              | Jour 92            |                              | Semaine 14                  |
| ---------- | ---------------- | --------------------------------------------------------------------------------- | -------------------- | ------------------ | ------------------ | ------------------ | ---------------------------- | --------------------------- | ------------------------ | ------------------------------ | ------------------- | -------------------- | ----------------------- | ------------------ | ---------------------------- | --------------------------- |
| Nommés     | Alain Nony Yliès | Alain, Barbara, Bryan, Benoît, Charlène, Kamila, Laura, Lydia, Makao, Noré, Tanya | Alain Charles        | Julie Tanya        | Alain Makao        | Laura Noré Tanya   | Barbara Benoît Charlène Noré | Barbara Bryan Jordan Kamila | Barbara Cassandre Kamila | Benjamin Benoît Jordan Shirley | Jordan Noré Shirley | Barbara Shirley      | Barbara Benoît Charlène | Charlène Kamila    | Alain Barbara Charlène Laura | Barbara Charlène Laura Noré |
|            |                  |                                                                                   |                      |                    |                    |                    |                              |                             |                          |                                |                     |                      |                         |                    |                              |                             |
| Noré       | Pas nommé        | Nommé                                                                             | Pas nommé            | Julie Tanya        | Pas nommé          | Nommé              | Nommé                        | Pas nommé                   | Barbara                  | Pas nommé                      | Alain Shirley       | Immunisé             | Barbara Charlène        | Place en finale    | Place en finale              | Gagnant 41,6 % (Jour 99)    |
| Laura      | Pas nommée       | Nommée                                                                            | Alain Charles        | Pas nommée         | Benoît Noré        | Nommée             | Pas nommée                   | Pas nommée                  | Pas nommée               | Pas nommée                     | Noré                | Immunisée            | Benoît Charlène         | Pas nommée         | Nommée                       | Deuxième 35,8 % (Jour 99)   |
| Barbara    | Pas nommée       | Nommée                                                                            | Jordan Noré          | Pas nommée         | Alain Makao        | Pas nommée         | Nommée                       | Jordan                      | Nommée                   | Pas nommée                     | Benoît Shirley      | Nommée               | Nommée                  | Pas nommée         | Nommée                       | Troisième 12,5 % (Jour 99)  |
| Charlène   | Pas nommée       | Nommée                                                                            | Alain Charles        | Pas nommée         | Alain Makao        | Pas nommée         | Nommée                       | Pièce secrète               | Pas nommée               | Pas nommée                     | Alain Shirley       | Pas nommée           | Nommée                  | Nommée             | Nommée                       | Quatrième 10,1 % (Jour 99)  |
| Alain      | Nommé            | Nommé                                                                             | Nommé                | Julie Laura        | Nommé              | Pas nommé          | Pas nommé                    | Pas nommé                   | Shirley                  | Pas nommé                      | Charlène Noré       | Immunisé             | Pas nommé               | Pas nommé          | Nommé                        | Éliminé (Jour 92)           |
| Kamila     | Pas nommée       | Nommée                                                                            | Alain Charles        | Pas nommée         | Alain Makao        | Pas nommée         | Pas nommée                   | Nommée                      | Nommée                   | Pas nommée                     | Alain Shirley       | Pas nommée           | Pas nommée              | Nommée             | Éliminée (Jour 91)           | Éliminée (Jour 91)          |
| Benoît     | Pas nommé        | Nommé                                                                             | Pas nommé            | Julie Tanya        | Pas nommé          | Pas nommé          | Nommé                        | Pas nommé                   | Barbara                  | Nommé                          | Alain Shirley       | Pas nommé            | Nommé                   | Éliminé (Jour 85)  | Éliminé (Jour 85)            | Éliminé (Jour 85)           |
| Shirley    | Absente          | Absente                                                                           | Absente              | Absente            | Absente            | Absente            | Absente                      | Immunisée                   | Pas nommée               | Nommée                         | Barbara Noré        | Nommée               | Éliminée (Jour 78)      | Éliminée (Jour 78) | Éliminée (Jour 78)           | Éliminée (Jour 78)          |
| Jordan     | Pas nommé        | Immunisé                                                                          | Pas nommé            | Julie Tanya        | Pas nommé          | Pas nommé          | Barbara                      | Nommé                       | Barbara                  | Nommé                          | Alain Shirley       | Éliminé (Jour 71)    | Éliminé (Jour 71)       | Éliminé (Jour 71)  | Éliminé (Jour 71)            | Éliminé (Jour 71)           |
| Benjamin   | Absent           | Absent                                                                            | Absent               | Absent             | Absent             | Absent             | Absent                       | Immunisé                    | Cassandre Shirley        | Nommé                          | Éliminé (Jour 64)   | Éliminé (Jour 64)    | Éliminé (Jour 64)       | Éliminé (Jour 64)  | Éliminé (Jour 64)            | Éliminé (Jour 64)           |
| Cassandre  | Absente          | Absente                                                                           | Absente              | Absente            | Absente            | Absente            | Absente                      | Immunisée                   | Nommée                   | Éliminée (Jour 57)             | Éliminée (Jour 57)  | Éliminée (Jour 57)   | Éliminée (Jour 57)      | Éliminée (Jour 57) | Éliminée (Jour 57)           | Éliminée (Jour 57)          |
| Bryan      | Pas nommé        | Nommé                                                                             | Pas nommé            | Julie Tanya        | Pas nommé          | Pas nommé          | Pièce secrète                | Nommé                       | Éliminé (Jour 50)        | Éliminé (Jour 50)              | Éliminé (Jour 50)   | Éliminé (Jour 50)    | Éliminé (Jour 50)       | Éliminé (Jour 50)  | Éliminé (Jour 50)            | Éliminé (Jour 50)           |
| Tanya      | Alain            | Nommée                                                                            | Bryan Makao          | Nommée             | Bryan Makao        | Nommée             | Éliminée (Jour 36)           | Éliminée (Jour 36)          | Éliminée (Jour 36)       | Éliminée (Jour 36)             | Éliminée (Jour 36)  | Éliminée (Jour 36)   | Éliminée (Jour 36)      | Éliminée (Jour 36) | Éliminée (Jour 36)           | Éliminée (Jour 36)          |
| Makao      | Pas nommé        | Nommé                                                                             | Pas nommé            | Kamila Tanya       | Nommé              | Éliminé (Jour 29)  | Éliminé (Jour 29)            | Éliminé (Jour 29)           | Éliminé (Jour 29)        | Éliminé (Jour 29)              | Éliminé (Jour 29)   | Éliminé (Jour 29)    | Éliminé (Jour 29)       | Éliminé (Jour 29)  | Éliminé (Jour 29)            | Éliminé (Jour 29)           |
| Julie      | Pas nommée       | Immunisée                                                                         | Alain Benoît         | Nommée             | Éliminée (Jour 22) | Éliminée (Jour 22) | Éliminée (Jour 22)           | Éliminée (Jour 22)          | Éliminée (Jour 22)       | Éliminée (Jour 22)             | Éliminée (Jour 22)  | Éliminée (Jour 22)   | Éliminée (Jour 22)      | Éliminée (Jour 22) | Éliminée (Jour 22)           | Éliminée (Jour 22)          |
| Charles    | Pas nommé        | Immunisé                                                                          | Nommé                | Éliminé (Jour 15)  | Éliminé (Jour 15)  | Éliminé (Jour 15)  | Éliminé (Jour 15)            | Éliminé (Jour 15)           | Éliminé (Jour 15)        | Éliminé (Jour 15)              | Éliminé (Jour 15)   | Éliminé (Jour 15)    | Éliminé (Jour 15)       | Éliminé (Jour 15)  | Éliminé (Jour 15)            | Éliminé (Jour 15)           |
| Lydia      | Pas nommée       | Nommée                                                                            | Éliminée (Jour 8)    | Éliminée (Jour 8)  | Éliminée (Jour 8)  | Éliminée (Jour 8)  | Éliminée (Jour 8)            | Éliminée (Jour 8)           | Éliminée (Jour 8)        | Éliminée (Jour 8)              | Éliminée (Jour 8)   | Éliminée (Jour 8)    | Éliminée (Jour 8)       | Éliminée (Jour 8)  | Éliminée (Jour 8)            | Éliminée (Jour 8)           |
| Nony       | Nommé            | Éliminé (Jour 1)                                                                  | Éliminé (Jour 1)     | Éliminé (Jour 1)   | Éliminé (Jour 1)   | Éliminé (Jour 1)   | Éliminé (Jour 1)             | Éliminé (Jour 1)            | Éliminé (Jour 1)         | Éliminé (Jour 1)               | Éliminé (Jour 1)    | Éliminé (Jour 1)     | Éliminé (Jour 1)        | Éliminé (Jour 1)   | Éliminé (Jour 1)             | Éliminé (Jour 1)            |
| Yliès      | Nommé            | Éliminé (Jour 1)                                                                  | Éliminé (Jour 1)     | Éliminé (Jour 1)   | Éliminé (Jour 1)   | Éliminé (Jour 1)   | Éliminé (Jour 1)             | Éliminé (Jour 1)            | Éliminé (Jour 1)         | Éliminé (Jour 1)               | Éliminé (Jour 1)    | Éliminé (Jour 1)     | Éliminé (Jour 1)        | Éliminé (Jour 1)   | Éliminé (Jour 1)             | Éliminé (Jour 1)            |
| Marie      | Pas nommée       | Sacrifiée (Jour 1)                                                                | Sacrifiée (Jour 1)   | Sacrifiée (Jour 1) | Sacrifiée (Jour 1) | Sacrifiée (Jour 1) | Sacrifiée (Jour 1)           | Sacrifiée (Jour 1)          | Sacrifiée (Jour 1)       | Sacrifiée (Jour 1)             | Sacrifiée (Jour 1)  | Sacrifiée (Jour 1)   | Sacrifiée (Jour 1)      | Sacrifiée (Jour 1) | Sacrifiée (Jour 1)           | Sacrifiée (Jour 1)          |
|            |                  |                                                                                   |                      |                    |                    |                    |                              |                             |                          |                                |                     |                      |                         |                    |                              |                             |
| Abandon    | Marie            |                                                                                   |                      |                    |                    |                    |                              |                             |                          |                                |                     |                      |                         |                    |                              |                             |
| Éliminé(e) | Nony Yliès       | Lydia 3 % sur 11                                                                  | Charles 46,7 % sur 2 | Julie 49,1 % sur 2 | Makao 44,1 % sur 2 | Tanya 11,1 % sur 3 | Charlène 45,6 % sur 4        | Bryan 16,26 % sur 4         | Cassandre 11,4 % sur 3   | Benjamin 19,5 % sur 4          | Jordan 10,1 % sur 3 | Shirley 31,6 % sur 2 | Benoît 14 % sur 3       | Kamila 48 % sur 2  | Alain 22 % sur 4             | Noré 41,6 % sur 4           |

## Cagnottes
| Noré      | 10 000 €                    | 10 000 €                    | 10 000 €                    | 15 000 €                    | 15 000 €                    | 5 000 €                     | 5 000 €                     | 5 000 €                     | 10 000 €                    | 10 000 €                    | 23 500 €                    | 9 675 €                     | 30 806 €                    | 46 937 €                    | 115 866 €                   |                             |                             |                             |                             |                             |                  |                  |                  |                  |                  |                  |                 |                 |                 |                 |                 |                 |                 |
| Laura     | 10 000 €                    | 10 000 €                    | 10 000 €                    | 10 000 €                    | 17 500 €                    | 40 500 €                    | 40 500 €                    | 43 499 €                    | 86 998 €                    | 86 998 €                    | 96 998 €                    | 42 262 €                    | 21 131 €                    | 0 €                         | 1 214 €                     |                             |                             |                             |                             |                             |                  |                  |                  |                  |                  |                  |                 |                 |                 |                 |                 |                 |                 |
| Barbara   | 10 000 €                    | 10 000 €                    | 10 000 €                    | 10 000 €                    | 10 000 €                    | 10 000 €                    | 0 €                         | 2 000 €                     | 4 999 €                     | 9 999 €                     | 45 000 €                    | 40 000 €                    | 11 601 €                    | 1 221 €                     | 1 714 €                     |                             |                             |                             |                             |                             |                  |                  |                  |                  |                  |                  |                 |                 |                 |                 |                 |                 |                 |
| Charlène  | 10 000 €                    | 10 000 €                    | 10 000 €                    | 10 000 €                    | 10 000 €                    | 10 000 €                    | 10 000 €                    | 2 500 €                     | 2 500 €                     | 2 500 €                     | 0 €                         | 0 €                         | 2 500 €                     | 2 500 €                     | 9 643 €                     |                             |                             |                             |                             |                             |                  |                  |                  |                  |                  |                  |                 |                 |                 |                 |                 |                 |                 |
| Alain     | 10 000 €                    | 10 000 €                    | 10 000 €                    | 15 000 €                    | 22 500 €                    | 11 250 €                    | 11 250 €                    | 11 250 €                    | 11 250 €                    | 4 250 €                     | 14 250 €                    | 14 250 €                    | 5 634 €                     | 11 855 €                    | Éliminé jour 91             |                             |                             |                             |                             |                             |                  |                  |                  |                  |                  |                  |                 |                 |                 |                 |                 |                 |                 |
| Kamila    | 10 000 €                    | 10 500 €                    | 10 500 €                    | 13 000 €                    | 8 000 €                     | 10 499 €                    | 20 499 €                    | 20 499 €                    | +5 000€                     | NC                          | 7 650 €                     | 7 650 €                     | 2 500 €                     | 2 500 €                     | Éliminé jour 90             |                             |                             |                             |                             |                             |                  |                  |                  |                  |                  |                  |                 |                 |                 |                 |                 |                 |                 |
| Benoît    | 10 000 €                    | 10 500 €                    | 10 500 €                    | 13 000 €                    | 13 000 €                    | 11 000 €                    | 11 000 €                    | 11 000 €                    | 11 000 €                    | 11 000 €                    | 0 €                         | 0 €                         | 2 500 €                     | Éliminé jour 84             | Éliminé jour 84             | Éliminé jour 84             | Éliminé jour 84             | Éliminé jour 84             | Éliminé jour 84             | Éliminé jour 84             | Éliminé jour 84  | Éliminé jour 84  | Éliminé jour 84  | Éliminé jour 84  | Éliminé jour 84  | Éliminé jour 84  | Éliminé jour 84 | Éliminé jour 84 | Éliminé jour 84 | Éliminé jour 84 | Éliminé jour 84 | Éliminé jour 84 | Éliminé jour 84 |
| Shirley   | Absente de la maison        | Absente de la maison        | Absente de la maison        | Absente de la maison        | Absente de la maison        | Absente de la maison        | 10 000 €                    | 10 000 €                    | 10 000 €                    | 12 500 €                    | 0 €                         | 5 000 €                     | Éliminé jour 77             | Éliminé jour 77             | Éliminé jour 77             | Éliminé jour 77             | Éliminé jour 77             | Éliminé jour 77             | Éliminé jour 77             | Éliminé jour 77             | Éliminé jour 77  | Éliminé jour 77  | Éliminé jour 77  | Éliminé jour 77  | Éliminé jour 77  | Éliminé jour 77  | Éliminé jour 77 | Éliminé jour 77 | Éliminé jour 77 | Éliminé jour 77 | Éliminé jour 77 | Éliminé jour 77 |                 |
| Jordan    | 10 000 €                    | 10 000 €                    | 10 000 €                    | -5 000€                     | NC                          |                             |                             |                             | 16 500 €                    | 0 €                         | 0 €                         | Éliminé jour 70             | Éliminé jour 70             | Éliminé jour 70             | Éliminé jour 70             | Éliminé jour 70             | Éliminé jour 70             | Éliminé jour 70             | Éliminé jour 70             | Éliminé jour 70             | Éliminé jour 70  | Éliminé jour 70  | Éliminé jour 70  | Éliminé jour 70  | Éliminé jour 70  | Éliminé jour 70  | Éliminé jour 70 | Éliminé jour 70 | Éliminé jour 70 | Éliminé jour 70 | Éliminé jour 70 |                 |                 |
| Benjamin  | Absent de la maison         | Absent de la maison         | Absent de la maison         | Absent de la maison         | Absent de la maison         | Absent de la maison         | 10 000 €                    | 10 000 €                    | 10 000 €                    | 10 000 €                    | Éliminé jour 62             | Éliminé jour 62             | Éliminé jour 62             | Éliminé jour 62             | Éliminé jour 62             | Éliminé jour 62             | Éliminé jour 62             | Éliminé jour 62             | Éliminé jour 62             | Éliminé jour 62             | Éliminé jour 62  | Éliminé jour 62  | Éliminé jour 62  | Éliminé jour 62  | Éliminé jour 62  | Éliminé jour 62  | Éliminé jour 62 | Éliminé jour 62 | Éliminé jour 62 | Éliminé jour 62 |                 |                 |                 |
| Cassandre | Absente de la maison        | Absente de la maison        | Absente de la maison        | Absente de la maison        | Absente de la maison        | Absente de la maison        | 10 000 €                    | 10 000 €                    | 10 000 €                    | Éliminé jour 56             | Éliminé jour 56             | Éliminé jour 56             | Éliminé jour 56             | Éliminé jour 56             | Éliminé jour 56             | Éliminé jour 56             | Éliminé jour 56             | Éliminé jour 56             | Éliminé jour 56             | Éliminé jour 56             | Éliminé jour 56  | Éliminé jour 56  | Éliminé jour 56  | Éliminé jour 56  | Éliminé jour 56  | Éliminé jour 56  | Éliminé jour 56 | Éliminé jour 56 | Éliminé jour 56 |                 |                 |                 |                 |
| Bryan     | 10 000 €                    | 10 000 €                    | 5 000 €                     | 0 €                         | 5 000 €                     | 10 000 €                    | 0 €                         | 0 €                         | Éliminé jour 49             | Éliminé jour 49             | Éliminé jour 49             | Éliminé jour 49             | Éliminé jour 49             | Éliminé jour 49             | Éliminé jour 49             | Éliminé jour 49             | Éliminé jour 49             | Éliminé jour 49             | Éliminé jour 49             | Éliminé jour 49             | Éliminé jour 49  | Éliminé jour 49  | Éliminé jour 49  | Éliminé jour 49  | Éliminé jour 49  | Éliminé jour 49  | Éliminé jour 49 | Éliminé jour 49 |                 |                 |                 |                 |                 |
| Tanya     | 10 000 €                    | 10 000 €                    | 10 000 €                    | 15 000 €                    | 15 000 €                    | 0 €                         | Éliminée jour 35            | Éliminée jour 35            | Éliminée jour 35            | Éliminée jour 35            | Éliminée jour 35            | Éliminée jour 35            | Éliminée jour 35            | Éliminée jour 35            | Éliminée jour 35            | Éliminée jour 35            | Éliminée jour 35            | Éliminée jour 35            | Éliminée jour 35            | Éliminée jour 35            | Éliminée jour 35 | Éliminée jour 35 | Éliminée jour 35 | Éliminée jour 35 | Éliminée jour 35 | Éliminée jour 35 |                 |                 |                 |                 |                 |                 |                 |
| Makao     | 10 000 €                    | 10 000 €                    | 10 000 €                    | 10 000 €                    | 10 000 €                    | Éliminé jour 28             | Éliminé jour 28             | Éliminé jour 28             | Éliminé jour 28             | Éliminé jour 28             | Éliminé jour 28             | Éliminé jour 28             | Éliminé jour 28             | Éliminé jour 28             | Éliminé jour 28             | Éliminé jour 28             | Éliminé jour 28             | Éliminé jour 28             | Éliminé jour 28             | Éliminé jour 28             | Éliminé jour 28  | Éliminé jour 28  | Éliminé jour 28  | Éliminé jour 28  | Éliminé jour 28  |                  |                 |                 |                 |                 |                 |                 |                 |
| Julie     | 10 000 €                    | 10 000 €                    | 15 000 €                    | 25 500 €                    | Éliminée jour 21            | Éliminée jour 21            | Éliminée jour 21            | Éliminée jour 21            | Éliminée jour 21            | Éliminée jour 21            | Éliminée jour 21            | Éliminée jour 21            | Éliminée jour 21            | Éliminée jour 21            | Éliminée jour 21            | Éliminée jour 21            | Éliminée jour 21            | Éliminée jour 21            | Éliminée jour 21            | Éliminée jour 21            | Éliminée jour 21 | Éliminée jour 21 | Éliminée jour 21 | Éliminée jour 21 |                  |                  |                 |                 |                 |                 |                 |                 |                 |
| Charles   | 10 000 €                    | 10 000 €                    | 10 000 €                    | Éliminé jour 14             | Éliminé jour 14             | Éliminé jour 14             | Éliminé jour 14             | Éliminé jour 14             | Éliminé jour 14             | Éliminé jour 14             | Éliminé jour 14             | Éliminé jour 14             | Éliminé jour 14             | Éliminé jour 14             | Éliminé jour 14             | Éliminé jour 14             | Éliminé jour 14             | Éliminé jour 14             | Éliminé jour 14             | Éliminé jour 14             | Éliminé jour 14  | Éliminé jour 14  | Éliminé jour 14  |                  |                  |                  |                 |                 |                 |                 |                 |                 |                 |
| Lydia     | 10 000 €                    | 10 000 €                    | Éliminée jour 7             | Éliminée jour 7             | Éliminée jour 7             | Éliminée jour 7             | Éliminée jour 7             | Éliminée jour 7             | Éliminée jour 7             | Éliminée jour 7             | Éliminée jour 7             | Éliminée jour 7             | Éliminée jour 7             | Éliminée jour 7             | Éliminée jour 7             | Éliminée jour 7             | Éliminée jour 7             | Éliminée jour 7             | Éliminée jour 7             | Éliminée jour 7             | Éliminée jour 7  | Éliminée jour 7  |                  |                  |                  |                  |                 |                 |                 |                 |                 |                 |                 |
| Nony      | Éliminé jour 1 - Lancement  | Éliminé jour 1 - Lancement  | Éliminé jour 1 - Lancement  | Éliminé jour 1 - Lancement  | Éliminé jour 1 - Lancement  | Éliminé jour 1 - Lancement  | Éliminé jour 1 - Lancement  | Éliminé jour 1 - Lancement  | Éliminé jour 1 - Lancement  | Éliminé jour 1 - Lancement  | Éliminé jour 1 - Lancement  | Éliminé jour 1 - Lancement  | Éliminé jour 1 - Lancement  | Éliminé jour 1 - Lancement  | Éliminé jour 1 - Lancement  | Éliminé jour 1 - Lancement  | Éliminé jour 1 - Lancement  | Éliminé jour 1 - Lancement  | Éliminé jour 1 - Lancement  | Éliminé jour 1 - Lancement  |                  |                  |                  |                  |                  |                  |                 |                 |                 |                 |                 |                 |                 |
| Ilyes     | Éliminé jour 1 - Lancement  | Éliminé jour 1 - Lancement  | Éliminé jour 1 - Lancement  | Éliminé jour 1 - Lancement  | Éliminé jour 1 - Lancement  | Éliminé jour 1 - Lancement  | Éliminé jour 1 - Lancement  | Éliminé jour 1 - Lancement  | Éliminé jour 1 - Lancement  | Éliminé jour 1 - Lancement  | Éliminé jour 1 - Lancement  | Éliminé jour 1 - Lancement  | Éliminé jour 1 - Lancement  | Éliminé jour 1 - Lancement  | Éliminé jour 1 - Lancement  | Éliminé jour 1 - Lancement  | Éliminé jour 1 - Lancement  | Éliminé jour 1 - Lancement  | Éliminé jour 1 - Lancement  | Éliminé jour 1 - Lancement  |                  |                  |                  |                  |                  |                  |                 |                 |                 |                 |                 |                 |                 |
| Marie     | Éliminée jour 1 - Lancement | Éliminée jour 1 - Lancement | Éliminée jour 1 - Lancement | Éliminée jour 1 - Lancement | Éliminée jour 1 - Lancement | Éliminée jour 1 - Lancement | Éliminée jour 1 - Lancement | Éliminée jour 1 - Lancement | Éliminée jour 1 - Lancement | Éliminée jour 1 - Lancement | Éliminée jour 1 - Lancement | Éliminée jour 1 - Lancement | Éliminée jour 1 - Lancement | Éliminée jour 1 - Lancement | Éliminée jour 1 - Lancement | Éliminée jour 1 - Lancement | Éliminée jour 1 - Lancement | Éliminée jour 1 - Lancement | Éliminée jour 1 - Lancement | Éliminée jour 1 - Lancement |                  |                  |                  |                  |                  |                  |                 |                 |                 |                 |                 |                 |                 |

Légende
 - Repart avec la cagnotte
 - Augmentation de la cagnotte
 - Diminution de la cagnotte
 - Pas de changement

## Audiences

### Émissions hebdomadaires
Les émissions hebdomadaires sont diffusées tous les jeudis sur NT1, de 21h00 à 23h00, à l'exception de la soirée de lancement du vendredi 1er septembre 2017, diffusée sur TF1 à partir de 23 h 30 et le mercredi 1er novembre 2017 sur NT1, de 21h00 à 23h00
| Émission | Chaîne | Jour de diffusion           | Thème du Prime                                                       | Téléspectateurs | Parts de marché sur les 4 ans et plus | Référence             |
| -------- | ------ | --------------------------- | -------------------------------------------------------------------- | --------------- | ------------------------------------- | --------------------- |
| 1        | TF1    | vendredi 1er septembre 2017 | La maison des secrets se transforme en campus des secrets : kick off | 1 417 000       | 23,8 %                                | [ a 1 ]               |
| 2        | NT1    | jeudi 7 septembre 2017      | Les habitants découvrent leurs voisins                               | 575 000         | 2,6 %                                 | [ a 2 ]               |
| 3        | NT1    | jeudi 14 septembre 2017     | Le prime des révélations                                             | 545 000         | 2 %                                   | [ a 3 ]               |
| 4        | NT1    | jeudi 21 septembre 2017     | Le prime des sacrifices                                              | 568 000         | 2,6 %                                 | [ a 4 ]               |
| 5        | NT1    | jeudi 28 septembre 2017     | Le prime des vérités                                                 | 575 000         | 2,4 %                                 | [ a 5 ]               |
| 6        | NT1    | jeudi 5 octobre 2017        | Le prime du téléphone rouge                                          | 670 000         | 2,8 %                                 | [ a 6 ]               |
| 7        | NT1    | jeudi 12 octobre 2017       | Le prime des nouveaux habitants                                      | 527 000         | 2,2 %                                 | [ a 7 ]               |
| 8        | NT1    | jeudi 19 octobre 2017       | Le prime des vérités                                                 | 671 000         | 2,7 %                                 | [ a 8 ]               |
| 9        | NT1    | jeudi 26 octobre 2017       | Le prime de la confiance                                             | 695 000         | 2,9 %                                 |                       |
| 10       | NT1    | mercredi 1er novembre 2017  | Le prime d'Halloween                                                 | 520 000         | 2,1 %                                 | [ a 9 ]               |
| 11       | NT1    | jeudi 9 novembre 2017       | Le prime de toutes les surprises                                     | 635 000         | 2,5 %                                 | [ a 10 ]              |
| 12       | NT1    | jeudi 16 novembre 2017      | Le prime de tous les dangers                                         | 610 000         | 2,4 %                                 | [ a 11 ]              |
| 13       | NT1    | jeudi 23 novembre 2017      | Le prime des légendes                                                | 555 000         | 2,1 %                                 | [ a 12 ]              |
| 14       | NT1    | jeudi 30 novembre 2017      | Secret Story 11 : La Demi-Finale                                     | 650 000         | 2,7 %                                 | [ a 13 ]              |
| 15       | NT1    | jeudi 7 décembre 2017       | Secret Story 11 : La Grande Finale                                   | 700 000         | 3,7 %                                 | [source insuffisante] |

### Émissions quotidiennes

#### La Quotidienne
La Quotidienne est diffusée du lundi au vendredi à 18 h 20 sur NT1.

#### Le Débrief
Le Débrief est diffusé du lundi au vendredi à 19 h 30.

#### La Soirée des Habitants
Comme lors des dernières saisons, la Soirée des habitants est diffusée du lundi au vendredi à 20 h 25 sur NT1. Le vendredi, elle est remplacée par Secret Story, le best-of, qui récapitule ce qui s'est passé dans la semaine.